# Vorhorngraben
Der Vorhorngraben ist ein etwa 220 Meter langer Graben in Hamburg-Lurup.

## Verlauf
Der Vorhorngraben entspringt südlich des Vorhornwegs und verläuft nahezu parallel dazu. Er fließt nach 220 Metern mit dem Schießplatzgraben zusammen. Der Graben setzt sich danach weiter als Schießplatzgraben fort.

## Regenwasser-Behandlungsanlage
Eine Regenwasser-Behandlungsanlage filtert seit 2019 das Straßenabwasser, welches zuvor ungehindert von der Luruper Hauptstraße und der Elbgaustraße in den Vorhorngraben floss. Die Anlage kostete  1,1 Millionen €. Das Straßenabwasser durchläuft den ersts eine mechanische Vorreinigung und dann eine biologische Reinigung in einem mit Schilf bepflanzten Becken. Das so gereinigte Wasser wird in einem weiteren Becken zur Grundwasserneubildung versickert. Das Einzugsgebiet für diese Anlage ist circa 37,6 Hektar groß.